# Klauzula waloryzacyjna
Klauzula waloryzacyjna – zastrzeżenie umowne, przez które strony umawiają się, że wykonanie zobowiązania nastąpi poprzez spełnienie świadczenia (najczęściej pieniężnego) w rozmiarze lub ilości wynikających z określonego miernika. Przelicznikiem może być cena innego towaru, kurs obcej waluty, złota czy innych surowców. Waloryzacja umowna ma na celu zabezpieczenie obu stron kontraktu przed ryzykiem zmiany wartości świadczenia umownego (najczęściej pieniądza krajowego). 
Miernik waloryzacyjny określa jedynie rozmiar świadczenia, którego spełnienie równoznaczne będzie z wykonaniem zobowiązania, co odróżnia omawiane zastrzeżenie od klauzuli efektywnej zapłaty.

## Typowe brzmienie klauzuli waloryzacyjnej
- Cena towaru wynosić będzie równowartość 50 dolarów USA według średniego kursu NBP z dnia poprzedzającego dzień wydania towaru.
- Czynsz najmu lokalu będzie waloryzowany corocznie 1 stycznia o wskaźnik inflacji + 5%.